# Entomophthoromycotina
Entomophthoromycotina là một ngành nấm thuộc giới Nấm.
Năm 2007, trong quá trình sắp xếp lại toàn bộ giới Nấm, Entomophthoromycotina được đặt ở vị trí tương đương với phân ngành. Đến năm 2012 nó mới được Richard A. Humber đưa lên thành một ngành nấm chính thức.
Ngành này được chia thành ba lớp, tương ứng với sáu họ đó là Ancylistaceae, Basidiobolaceae, Completoriaceae, Entomophthoraceae, Meristacraceae, và Neozygitaceae. Tổng số loài ước tính khoảng 250 loài, chủ yếu sống hoại sinh trên các cây chủ hoặc động vật chân khớp đã chết.